# Güləbatlı
Güləbatlı è un comune dell'Azerbaigian situato nel distretto di Tərtər. Conta una popolazione di 371 abitanti.